# Kutaisi

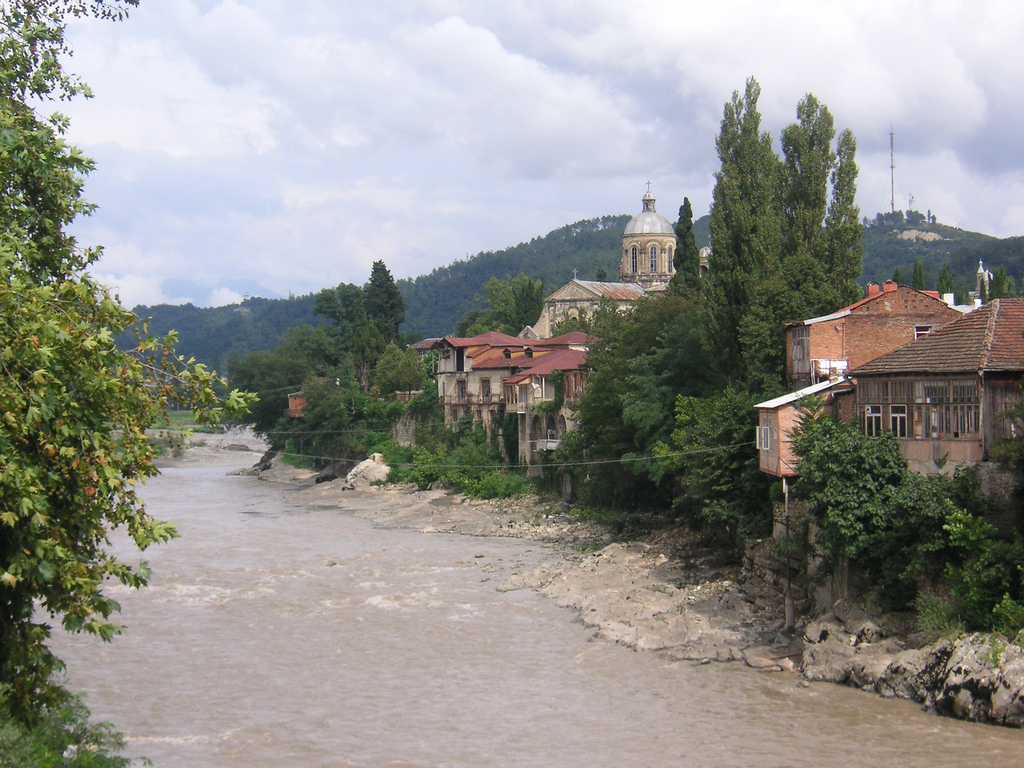
Rionifloden, som flyter genom Kutaisi

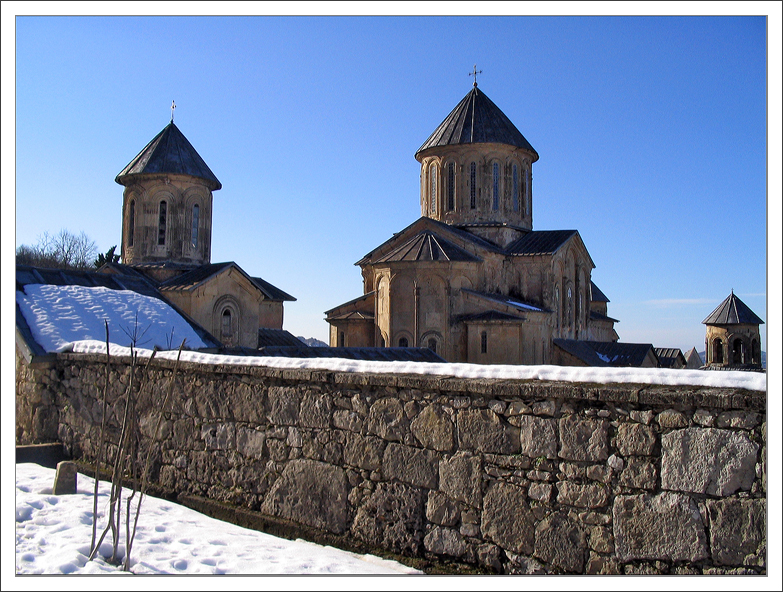
Gelatiklostret i närheten av Kutaisi

Kutaisi (även Kutaissi, Kutaïssi, Kutais, Kutaia, Kutatisi, K'ut'aisi; under antiken Aea, Aia; georgiska: ქუთაისი) är den tredje största staden i Georgien. Den är administrativ huvudort för regionen Imeretien och har 147 635 invånare (2014). Kutaisi ligger vid floden Rioni.
Georgiens parlament hade sitt säte i Kutaisi under perioden oktober 2012 till januari 2019, varefter det flyttade tillbaka till Tbilisi.

## Geografi
Kutaisi ligger vid dynerna av Rionifloden och staden är belägen på en höjd av 125–300 m ö.h.. Åt öster och nord-öst är Kutaisi omgivet av norra Imeretibergen, åt norr av Samgurialislätten och åt väst omges Kutaisi av Kolchisslätten.

### Klimat
Klimatet i Kutaisi är fuktigt/subtropiskt. Under somrarna är det generellt sett varmt och relativt torrt, medan vintrarna är blöta och kyliga. Stadens årliga genomsnittstemperatur är 14,5 grader Celsius. Januari är den kallaste månaden med en medeltemperatur på 5,3 °C, medan juli är varmast med en medeltemperatur på 23,2 °C. Den lägsta temperatur som uppmätts är –17 °C, och den varmaste 44 °C. Den årliga nederbörden ligger på 1 530 mm, och regn förekommer under alla årstider. Staden brukar uppleva kraftiga blötsnöoväder under vintern (snöfall med över 30cm snö per gång är inte ovanligt). Dock brukar snön inte ligga kvar mycket längre än en vecka. Staden är också utsatt för ganska kraftiga östliga vindar under sommaren, vilka kommer från de närliggande bergen.

### Klimattabell
|                                            | Jan | Feb | Mar | Apr | Maj | Jun | Jul | Aug | Sep | Okt | Nov | Dec |
| ------------------------------------------ | --- | --- | --- | --- | --- | --- | --- | --- | --- | --- | --- | --- |
| Normaldygnets maximitemperaturs medelvärde | 9   | 10  | 13  | 18  | 23  | 26  | 27  | 28  | 25  | 22  | 17  | 12  |
| Normaldygnets minimitemperaturs medelvärde | 3   | 3   | 5   | 9   | 13  | 16  | 18  | 18  | 16  | 12  | 10  | 6   |
|                                            |     |     |     |     |     |     |     |     |     |     |     |     |
| Nederbörd                                  | 140 | 100 | 80  | 80  | 80  | 110 | 90  | 90  | 120 | 100 | 80  | 180 |

| Diagram | temperaturer i °C • månadsnederbörd i mm • Källa: Weatherbase | temperaturer i °C • månadsnederbörd i mm • Källa: Weatherbase | temperaturer i °C • månadsnederbörd i mm • Källa: Weatherbase | temperaturer i °C • månadsnederbörd i mm • Källa: Weatherbase | temperaturer i °C • månadsnederbörd i mm • Källa: Weatherbase | temperaturer i °C • månadsnederbörd i mm • Källa: Weatherbase | temperaturer i °C • månadsnederbörd i mm • Källa: Weatherbase | temperaturer i °C • månadsnederbörd i mm • Källa: Weatherbase | temperaturer i °C • månadsnederbörd i mm • Källa: Weatherbase | temperaturer i °C • månadsnederbörd i mm • Källa: Weatherbase | temperaturer i °C • månadsnederbörd i mm • Källa: Weatherbase | temperaturer i °C • månadsnederbörd i mm • Källa: Weatherbase |
|         | 140 9 3                                                       | 100 10 3                                                      | 80 13 5                                                       | 80 18 9                                                       | 80 23 13                                                      | 110 26 16                                                     | 90 27 18                                                      | 90 28 18                                                      | 120 25 16                                                     | 100 22 12                                                     | 80 17 10                                                      | 180 12 6                                                      |

## Kultur
Kutaisi har en gammal kulturell tradition. I staden finns flera kulturella föreningar, museer och gallerier. Dessutom finns i staden ett statligt operahus, en statlig akademiteater och ett statligt historiskt museum.

### Kulturella centrum
Nedan följer en lista över kulturella centrum i Kutaisi.
Museer, arkiv, bibliotek, gallerier & konstcentrum
- Kutaisis statliga historiska museum
- Kutaisis sportmuseum
- Kutaisis kampsportsmuseum
- Museet om Zakaria Paliasjvili
- Kutaisis statliga arkiv
- Kutaisis forskningsbibliotek
- David Kakabadzes konstgalleri
- Konstsalong

Teater, bio och underhållningscentrum
- Kutaisis statliga akademiteater
- Kutaisis statliga operahus
- Kutaisis statliga dockteater
- Bio- och underhållningscentrumet "Suliko"
- Hermann Wegekind Jugendteater

Fackföreningar och offentliga organisationer
- Georgiska författarförbundet
- Georgiska måleriförbundet
- Folkpalatset

Media
Ett flertal lokala tidningar finns i staden, bland annat "Kutaisi", "Imeretis Moabe" och "Chveneburebi". Även TV-kanalen "Rioni" är baserad i staden. Dessutom har alla republikanska tidningar, tidskrifter och TV-stationer sina lokalrepresentationer i staden. 

### Kända personer från Kutaisi
- Aietes - Kung över Kolchisriket
- Bagrat III - Kung över det Georgiska riket
- Zakaria Paliasjvili - Georgisk kompositör
- Maja Tjiburdanidze - 7:e kvinnliga världsmästaren i schack
- Katie Melua - Sångerska
- Nino Burdzjanadze - Före detta talman i georgiska parlamentet